# José González Fernández de la Bandera
José Benito González y Fernández de la Bandera (Puebla de la Calzada, Badajoz, 21 de marzo de 1879-Sevilla, 10 de agosto de 1936) era el menor de tres hermanos, todos médicos de profesión, y político republicano español. Fue alcalde de Sevilla entre 1931 y 1933 y murió asesinado por los sublevados poco después del estallido de la guerra civil española.

## Biografía
Médico de profesión, entre 1916 y 1920 fue concejal en Sevilla en representación del Partido Liberal cuyo principal representante en la ciudad era entonces Pedro Rodríguez de la Borbolla Amozcótegui de Saavedra. Durante la dictadura de Primo de Rivera y el gobierno del general Berenguer fue también concejal en diferentes momentos en representación del Colegio de Médicos de Sevilla. Durante este periodo, ingresó en el Partido Radical de la mano de Martínez Barrio.
En las elecciones del 12 de abril de 1931 resultó elegido de nuevo concejal en las listas de la Conjunción Republicano-Socialista. Tras la instauración de la Segunda República fue brevemente gobernador civil de Cádiz (abril-mayo de 1931). En junio de 1931 fue elegido alcalde en sustitución de Rodrigo Fernández y García de la Villa de la misma coalición. Su gestión municipal se caracterizó por el intento de subsanar la crisis económica y social en que se encontraba la ciudad como consecuencia de la finalización de las obras de la Exposición Iberoamericana de 1929 y la desastrosa administración de los alcaldes de la dictadura. Entre los años 1929 y 1930 se había producido un importante descenso en la población de la ciudad que pasó de 250 000 habitantes a 230 000 según el padrón municipal. A ello se unía una significativa agitación social, fruto del paro y de la precariedad laboral, con numerosas huelgas, promovidas fundamentalmente por el anarquismo.
Durante la «Sanjurjada» (10 de agosto de 1932), fue detenido por los golpistas junto a los principales dirigentes republicanos de la ciudad, como el exalcalde socialista Hermenegildo Casas o el coronel Puigdengolas. Nada más tuvo conocimiento del golpe, La Bandera se dirigió al ayuntamiento y constituyó un Comité de Salvación Pública junto con sus concejales y los líderes políticos y sindicales de la ciudad. En el ayuntamiento le detuvo el comandante Eleuterio Sánchez-Rubio Dávila, enviado por Sanjurjo, al frente de un pelotón de guardias de asalto, y recluido en el Cuartel del Carmen. Antes de ser detenido, sin embargo, tuvo tiempo de decretar la huelga general de los servicios públicos, lo que fue un factor decisivo en el fracaso del golpe. Este hecho no fue olvidado por la derecha local y fue determinante en su asesinato tras el estallido de la Guerra Civil.
Miembro del Partido Radical, resultó elegido diputado por la circunscripción de la provincia de Sevilla en las elecciones generales de 1933, por lo que tuvo que renunciar a la alcaldía sevillana, el 30 de diciembre de ese año. En mayo de 1934 abandona el Partido Republicano Radical junto con otros 18 diputados para adherirse al nuevo partido fundado por Diego Martínez Barrio, el Partido Radical Demócrata, que posteriormente se fusionaría con el Partido Republicano Radical Socialista de Gordón Ordás para formar Unión Republicana.
Dentro de su actividad parlamentaria, destacó la defensa que realizó de la Ley de Coordinación Sanitaria de 1934 que finalmente resultó aprobada y pretendía, entre otras cosas, la mejora de la salud pública y la prevención de enfermedades infecciosas. En las elecciones de febrero de 1936 renovó su acta de diputado por la provincia de Sevilla, como candidato de Unión Republicana en las listas del Frente Popular. Al constituirse las nuevas Cortes fue nombrado secretario de la mesa de las mismas.
En julio de 1936, dos días antes del golpe militar se trasladó de Madrid a Sevilla por iniciarse el periodo de vacaciones parlamentarias. En esta ciudad le sorprendió el golpe de Estado del 18 de julio de 1936. Participó en las reuniones en el gobierno civil en las que se trataba de organizar la resistencia a la sublevación, pero tras la toma de la ciudad por los sublevados, decidió esconderse. El 30 de julio se presentó a las nuevas autoridades golpistas, siendo inmediatamente detenido. Se le instruyó una causa por rebelión militar, acusado de haber sido "cabecilla de la sublevación de 1932" (en referencia a su resistencia a la Sanjurjada). Queipo de Llano, que cuatro años antes había presentado entre ovaciones a La Bandera en el acto que en Madrid se desarrollaba en homenaje a los protagonistas de la derrota del golpe de Sanjurjo, ordenó, o al menos permitió, el asesinato de La Bandera. En la noche del 10 al 11 de agosto, sin que la causa instruida contra él se hubiese sustanciado, La Bandera, junto con Manuel Barrios Jiménez, diputado socialista, Fermín de Zayas, funcionario municipal y secretario de la masonería andaluza, Emilio Barbero Núñez, teniente de alcalde y militante de Unión Republicana, y Blas Infante, notario y líder del incipiente andalucismo, fueron "sacados" por un pelotón de falangistas y asesinados en el kilómetro 4 de la carretera de Carmona, en el cuarto aniversario del fallido golpe de Sanjurjo. Según declaró el delegado de Orden Público de las nuevas autoridades un año después, "le fue aplicado el Bando de Guerra". Con todo, su hermano Mateo siempre aseguró a la familia que no había sido fusilado y que pudo escapar, aunque jamás dijo por qué tenía esa certeza. La cuestión es que su cadáver nunca apareció.